# Loop transfer recovery
Il Loop Transfer Recovery (o LTR) è un metodo che permette di avere le caratteristiche di un controllo ottimo per sistemi in cui lo stato va stimato. L'osservatore è sintetizzato tramite un filtro ottimo (filtro di Kalman).
Supponiamo di dover controllare un sistema S e di non avere a disposizione strumenti tecnologici per misurarne in maniera accettabile lo stato {\displaystyle x} istante per istante. Bisogna perciò stimare lo stato mediante un osservatore. Lo schema più usato per ottenere stime aventi buone prestazioni è l'osservatore ottimo di Luenberger, detto anche filtro di Kalman.
Indichiamo con {\displaystyle {\widehat {x}}} il valore dello stato stimato.
Per controllare il sistema mediante la tecnica di reazione dello stato utilizziamo la coppia osservatore-controllore: con il filtro di Kalman si ricava una approssimazione dello stato "reale" del sistema {\displaystyle {\widehat {x}}}, si utilizza poi il vettore {\displaystyle {\widehat {x}}} per effettuare la reazione dello stato. Il teorema di separazione garantisce che è possibile progettare in maniera indipendente l'osservatore e il controllore senza alterare il comportamento del sistema, una volta che i modi propri dell'osservatore siano estinti. 
Tuttavia il segnale di controllo in uscita dalla coppia osservatore-controllore (che consiste tipicamente in un algoritmo numerico che gira su un sistema in tempo reale), non è perfettamente proporzionale al segnale di potenza che l'attuatore imprime al sistema, a causa di errori di modellazione, non linearità, dinamiche dell'amplificatore e dell'attuatore trascurate per avere maggiore semplicità nel modello matematico.
A causa di tali disturbi lo stato stimato {\displaystyle {\widehat {x}}} sarà diverso a regime dallo stato reale del sistema {\displaystyle x} .
Il Loop Transfer Recovery fornisce una tecnica che permette di compensare in maniera accettabile l'errore di stima. 